# Лир, Хэл
Харольд К. «Хэл» Лир (англ. Harold C. "Hal" Lear Jr.; 31 января 1935, Филадельфия, штат Пенсильвания, США — 25 июня 2016, Уайт-Плейнс, штат Нью-Йорк, США) — американский профессиональный баскетболист. В сезоне 1955/1956 годов был признан самым выдающимся игроком баскетбольного турнира Национальной ассоциации студенческого спорта (NCAA). Двукратный чемпион EPBL (1960, 1964).

## Ранние годы
Родился 31 января 1935 года в городе Филадельфия (штат Пенсильвания).

## Студенческая карьера
В 1956 году закончил Темпльский университет, где в течение трёх лет играл за студенческую команду «Темпль Оулс», в которой провёл успешную карьеру под руководством Гарри Литвака. При Лире «Совы» ни разу не выигрывали ни регулярный чемпионат, ни турнир конференции Independent, но при этом один раз выходили в плей-офф студенческого чемпионата США (1956).
В 1956 году «Темпль Оулс» впервые вышли в «Финал четырёх» Национальной ассоциации студенческого спорта (NCAA), а Хэл Лир был признан самым выдающимся игроком этого баскетбольного турнира. 17 марта «Совы» вышли в финал четырёх турнира NCAA (англ. Final Four), где сначала в полуфинале, 23 марта, проиграли команде Карла Кейна «Айова Хокайс» со счётом 76—83, в котором Хэл стал лучшим по результативности игроком своей команды, набрав 32 очка, а затем в матче за третье место, 24 марта, в упорной борьбе обыграли команду Джима Кребса «СМУ Мустангс» со счётом 90—81, в котором Лир стал лучшим по результативности игроком матча, набрав 48 очков. В 2013 году свитер с номером 6, под которым Лир выступал за «Темпль Оулс», был изъят из обращения и вывешен под сводами «Ликорас-центра», баскетбольной площадки, на которой «Совы» проводят свои домашние матчи.

## Профессиональная карьера
Играл на позиции атакующего защитника. 30 апреля 1956 года был выбран в первом раунде на драфте НБА под общим 7-м номером командой «Филадельфия Уорриорз», где провёл всего три игры, в которых набрал 4 очка, сделал 1 подбор и 1 передачу. В том же году «Воины» расторгли с ним контракт, после чего он не смог заключить договор ни с одной из других команд НБА.
После досрочного завершения карьеры в НБА Хэл Лир решил попробовать свои силы в младших профессиональных лигах, где стал одной из главных звёзд. Сперва Лир в течение пяти сезонов выступал в Восточной профессиональной баскетбольной лиге за команду «Истон Мадисон», в составе которой уже в дебютном сезоне стал MVP EPBL, а в 1960 году выиграл чемпионский титул. После этого он перебрался во вновь образованную Американскую баскетбольную лигу, где отыграл чуть больше одного сезона за «Лос-Анджелес Джетс», «Кливленд Пайперс» и «Питтсбург Ренс». В 1962 году Лир вернулся в EPBL, где выступал за «Уилкс-Барре Баронс» и «Камден Буллетс». В сезоне 1963/1964 годов в составе «Буллетс» Хэл Лир выиграл свой второй чемпионский титул в EPBL, после чего на мажорной ноте завершил свою профессиональную карьеру.

## Статистика

### Статистика в НБА
| Сезон                                                                                    | Команда              | Регулярный сезон | Регулярный сезон | Регулярный сезон | Регулярный сезон | Регулярный сезон | Регулярный сезон | Регулярный сезон | Регулярный сезон | Регулярный сезон | Регулярный сезон | Регулярный сезон | Серия плей-офф | Серия плей-офф | Серия плей-офф | Серия плей-офф | Серия плей-офф | Серия плей-офф | Серия плей-офф | Серия плей-офф | Серия плей-офф | Серия плей-офф | Серия плей-офф |
| Сезон                                                                                    | Команда              | GP               | GS               | MPG              | FG%              | 3P%              | FT%              | RPG              | APG              | SPG              | BPG              | PPG              | GP             | GS             | MPG            | FG%            | 3P%            | FT%            | RPG            | APG            | SPG            | BPG            | PPG            |
| ---------------------------------------------------------------------------------------- | -------------------- | ---------------- | ---------------- | ---------------- | ---------------- | ---------------- | ---------------- | ---------------- | ---------------- | ---------------- | ---------------- | ---------------- | -------------- | -------------- | -------------- | -------------- | -------------- | -------------- | -------------- | -------------- | -------------- | -------------- | -------------- |
| 1956/57                                                                                  | Филадельфия Уорриорз | 3                |                  | 4,7              | 33,3             |                  | -                | 0,3              | 0,3              |                  |                  | 1,3              | Не участвовал  | Не участвовал  | Не участвовал  | Не участвовал  | Не участвовал  | Не участвовал  | Не участвовал  | Не участвовал  | Не участвовал  | Не участвовал  | Не участвовал  |
|                                                                                          | Всего                | 3                |                  | 4,7              | 33,3             |                  | -                | 0,3              | 0,3              |                  |                  | 1,3              | Не участвовал  | Не участвовал  | Не участвовал  | Не участвовал  | Не участвовал  | Не участвовал  | Не участвовал  | Не участвовал  | Не участвовал  | Не участвовал  | Не участвовал  |
| Наведите курсор мыши на аббревиатуры в заголовке таблицы, чтобы прочесть их расшифровку. |                      |                  |                  |                  |                  |                  |                  |                  |                  |                  |                  |                  |                |                |                |                |                |                |                |                |                |                |                |